# Vin de Lesbos

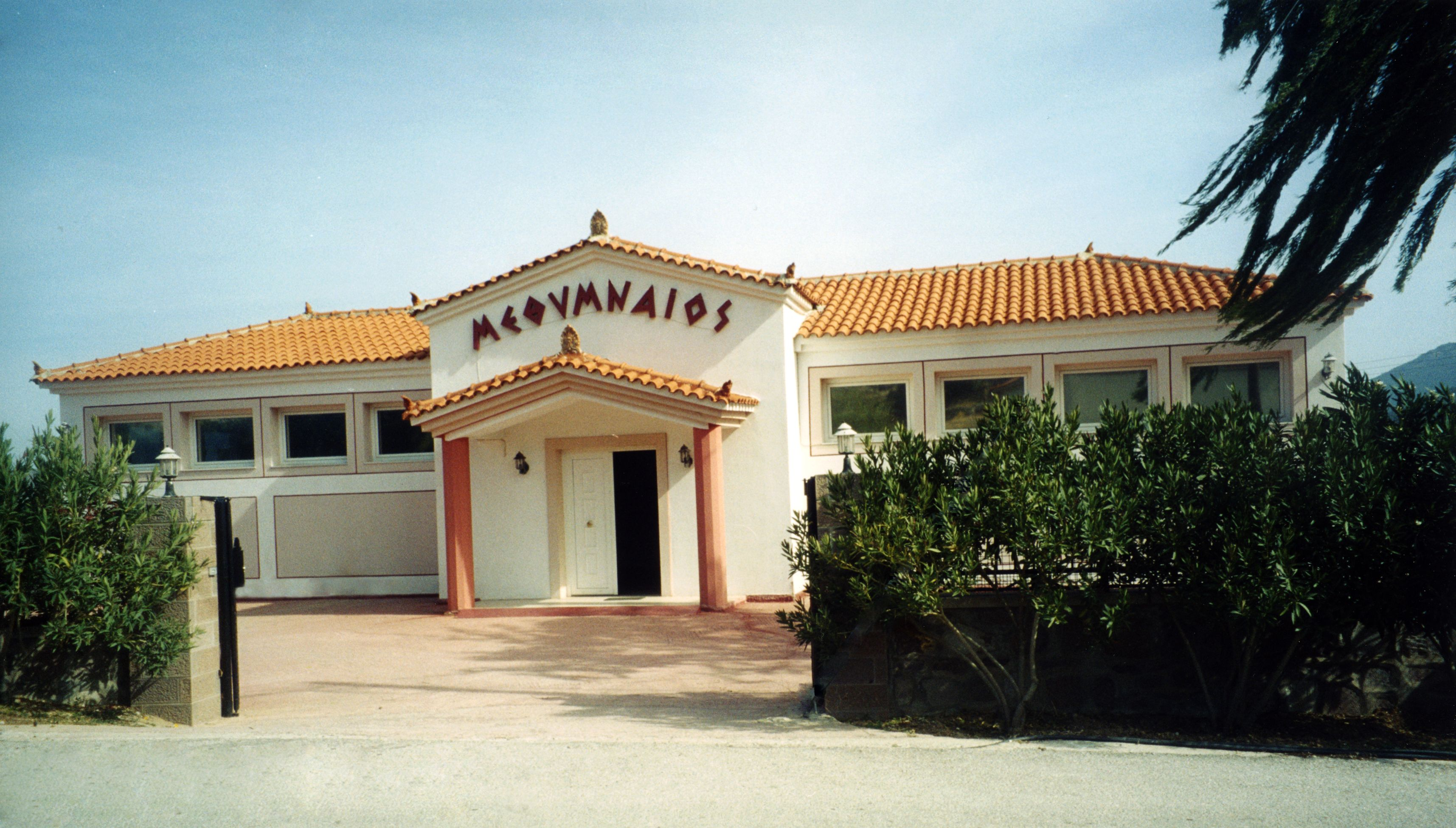
La cave viticole Methymnaeos de Chídira.

Le vin de Lesbos est un vin produit sur l'île grecque de Lesbos, dans la mer Égée. L'île a une longue histoire de viticulture qui remonte au moins au VIIe siècle av. J.-C., lorsqu'elle est mentionnée dans les œuvres d'Homère,. À cette époque, la région est en concurrence avec les vins de Chios pour le marché grec. Un récit apocryphe décrit l'un des frères de la poétesse Sappho comme un marchand qui échangeait du vin de Lesbos avec la colonie grecque de Naucratis en Égypte. Le vin de Lesbos le plus réputé est connu sous le nom de Pramnian, qui présente aujourd'hui des similitudes avec le vin hongrois Eszencia. La popularité du vin de Lesbos s'est poursuivie à l'époque romaine, où il était très apprécié avec les autres vins égéens de Chios, Thasos et Kos. 

## Viticulture et vin
Le climat méditerranéen chaud de Lesbos offre un cadre propice à l'épanouissement de la viticulture. Si les raisins exacts du Pramnian ne sont pas connus, sa méthode de production est enregistrée. On laissait les raisins pendre sur la vigne, comme pour un vin de vendange tardive, jusqu'à ce qu'ils soient à leur point de maturité. Après la récolte, ils étaient empilés dans de grands récipients au point que le poids des grappes écrasait les raisins situés en dessous, produisant un jus coulant sans l'utilisation d'un pressoir. On disait de ce jus qu'il était très épais et qu'il était une sorte de nectar. 

## Autre type de Pramnian
Si Lesbos est considéré par certains spécialistes comme la principale source du Pramnian, le nom est associé à des vins de Smyrne et d'Ikaria. L'écrivain grec Athénée de Naucratis a utilisé le terme de manière presque générique pour désigner tout vin foncé, de longue garde et de bonne qualité. La description d'Athénée est également différente de celle d'un vin ressemblant au Tokay, mais plutôt d'un vin sec et très fort. Le moût de raisin qui en résulte est très riche en sucre et, même après une brève période de fermentation, il conserve des niveaux résiduels élevés et crée un vin doux visqueux et mielleux.

## Vinification moderne
Au début du XIXe siècle, la propagation du phylloxéra à Lesbos ainsi que la spécialisation de l'île dans l'ouzo conduisent à la stagnation de la production de vin de Lesbos. Après cette période, le vin n'est plus produit sur l'île que par des agriculteurs privés, jusqu'en 1997, lorsque Methymnaeos, la première cave produisant du vin en bouteille de l'histoire de Lesbos, commence à fonctionner dans le village de Chídira. Methymnaeos ne produit que du vin biologique fabriqué exclusivement à partir du cépage chidiriotiko de l'île, qui a été ressuscité. Ce cépage, sauvé de l'extinction par le phylloxéra grâce à son utilisation par la cave, est cultivé sur la lave sulfureuse qui a formé la forêt pétrifiée de Lesbos. Ce sol favorise la culture biologique. Le vin biologique qui en résulte a un goût assez distinct, caractéristique du vin moderne de Lesbos et attribuable à la fois au cépage unique chidiriotiko de l'île et au terroir où il est cultivé.